# Spin Boldak (miasto)
Spin Boldak albo Spin Buldak – miasto w południowym Afganistanie. Ważny punkt na komunikacyjnej mapie kraju. Położone w ciągu głównej trasy drogowej z Kandaharu w Afganistanie do Quwetta w Pakistanie, na granicy z Pakistanem posiada uznane przejście graniczne. W 2021 roku miasto liczyło prawie 116 tys. mieszkańców.

## Koleje
W maju 2007 roku uruchomiono połączenie kolejowe do Chaman w Pakistanie.